# Zorbau
Zorbau là một đô thị thuộc huyện Burgenland, bang Sachsen-Anhalt, Đức. Đô thị Zorbau có diện tích 9,67 km², dân số thời điểm ngày 31 tháng 12 năm 2006 là 819 người.